# Tương Cừ
Tương Cừ (giản thể: 将渠; phồn thể: 將渠; ? - 242 TCN), là đại phu nước Yên thời Chiến Quốc trong lịch sử Trung Quốc.

## Cuộc đời
Năm 251 TCN, tướng bang nước Yên là Lật Phúc đi sứ nước Triệu, thấy nước Triệu suy yếu, trở về khuyên Yên vương Hỉ đánh Triệu. Yên vương hỏi ý kiến các đại thần. Nhạc Gian, Tương Cừ phản đối kịch liệt. Tương Cừ nói rằng: Kết giao với người ta, nay lại lật lọng tấn công, là điềm xấu khi dụng binh vậy!
Yên vương Hỉ bỏ mặc ý kiến của Nhạc Gian cùng Tương Cừ, lấy Lật Phúc, Khanh Tần cầm quân đánh Triệu. Tương Cừ can mãi không được, bèn túm chặt đai lưng của Yên vương. Yên vương nổi giận, dùng chân đá Cừ. Quân Triệu do Liêm Pha chỉ huy đánh bại quân Lật Phúc ở đất Hạo, bắt sống Lật Phúc, Nhạc Thừa. Khanh Tần cũng tử trận ở đất Đại. Quân Yên thua to. Nhạc Gian oán giận Yên vương không nghe lời mình, bỏ sang Triệu. Quân Triệu thừa thắng đánh đến tận đô thành nước Yên.
Yên vương phải lấy Tương Cừ làm tướng quốc, đi sứ cầu hòa. Sau khi nước Yên chấp nhận cắt đất, quân Triệu mới rút lui.